# Університет Західної Австралії
Університет Західної Австралії (англ. The University of Western Australia, UWA) було засновано у лютому 1911 року. Це найстаріший університет у штаті Західна Австралія та єдиний університет штату, що входить до складу так званої «Групи Восьми». Навчальний заклад започаткований та керується Актом про Університет Західної Австралії. Цей Акт передбачає підзвітність університету Сенатові, що надає останньому право видавати інструкції, настанови, регламенти тощо стосовно університетського життя.
Один з найкращих університетів Австралії, UWA також має високу оцінку на міжнародному рівні. Університет може похвалитись 1 нобелівським лауреатом.

## Історія

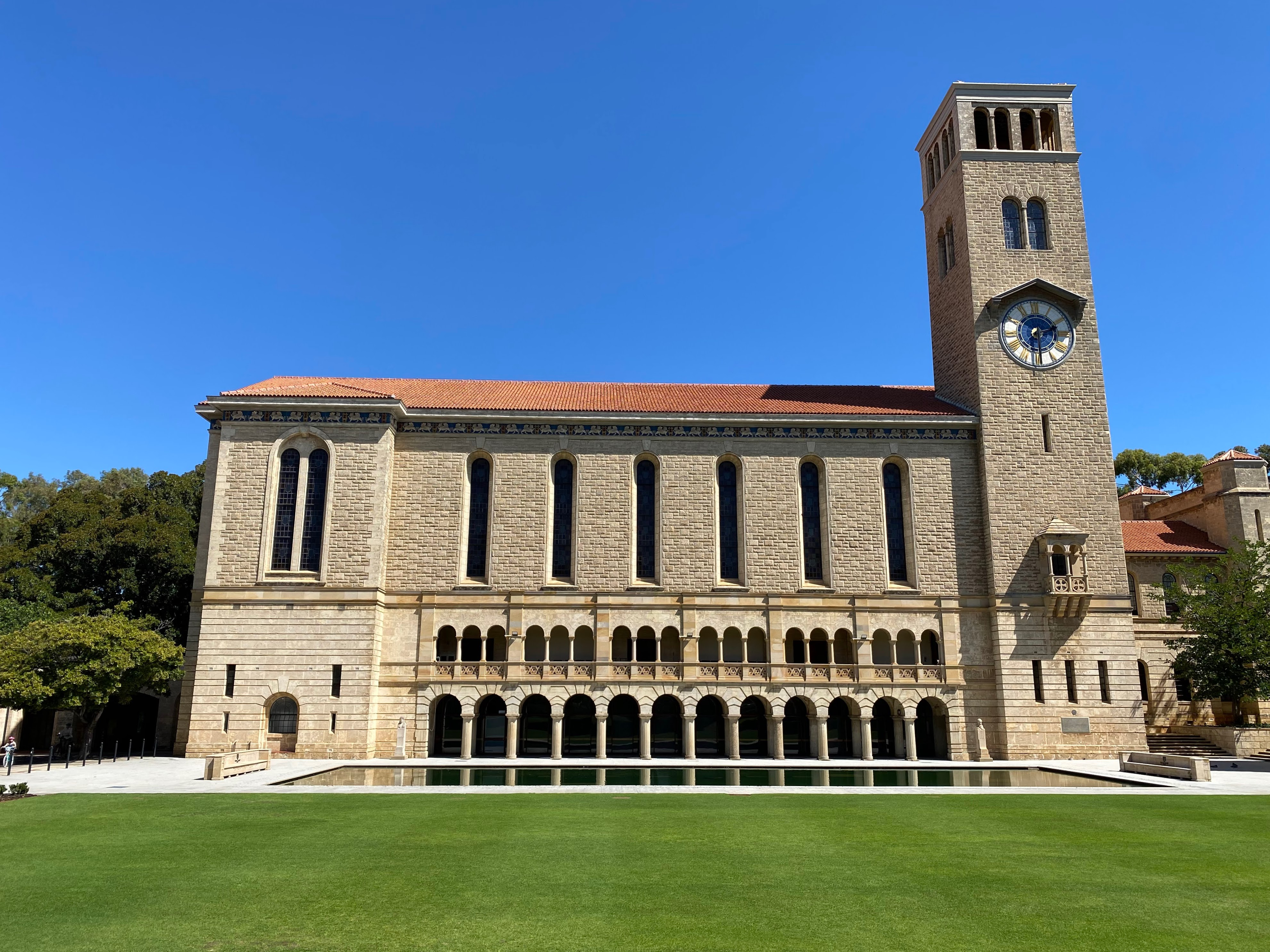
Вінтроп Холл

Первинно університетське містечко було розташовано на Ірвін-стріт у центрі Перту, і складалось з декількох будівель. Ці будівлі відігравали роль університетських корпусів до 1932 року, коли університетське містечко було передислоковано до його сучасного місцезнаходження у районі Кроулі.
У 1910-х перший Канцлер університету Сер Джон Вінтроп Хакетт залишив у спадок університету суму у $425,000, що дозволило здійснити зведення його чудових будівель у сучасному університетському містечку.

## Факультети

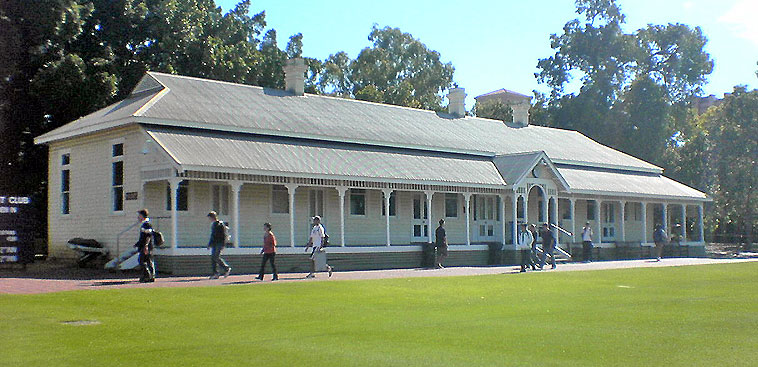
Стара будівля на Ірвін стріт

До складу університету входять дев’ять факультетів:
- Архітектура та образотворче мистецтво
- Мистецтво, гуманітарні та соціальні науки
  - Школа музики
- Бізнес
- Освіта та педагогіка
- Інженерний, інформатика і математика
- Право
- Фізика та природничі науки
- Медицина, стоматологія та охорона здоров’я
- Природничі та сільськогосподарські науки

## Університетське містечко
UWA – один з найбільших землевласників у Перті. Університет постійно розширює свою інфраструктуру за допомогою державних і приватних інвестицій. Останні внески пішли на побудову Університетського клубу ($ 22 мільйони, червень 2005 року), університетського водного комплексу (серпень 2005 року). Крім того, у вересні 2005 року було відкрито Центр молекулярних досліджень та хімічних наук ($ 64 мільйонів). У травні 2009 року було витрачено $ 30 мільйонів на зведення Ділової школи.

### Пам’ятки

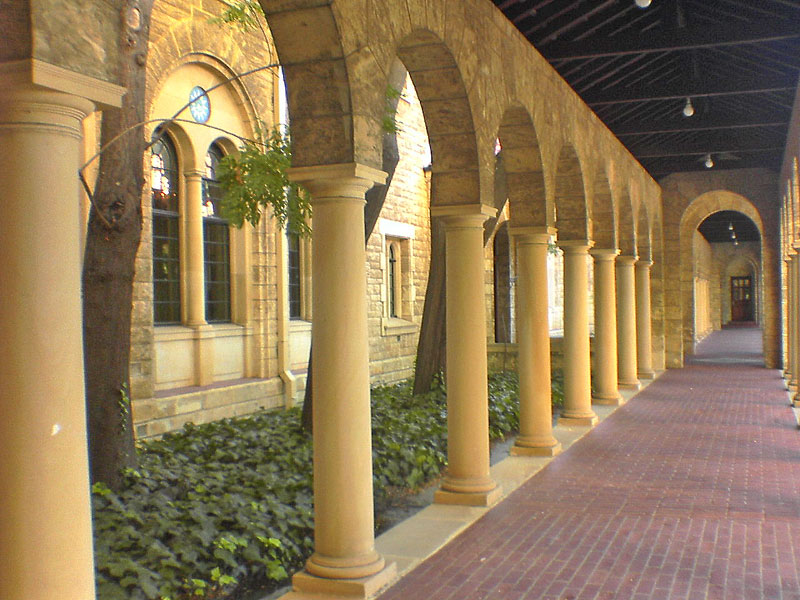
Аркада Лаймстоуну

Університетське містечко Кроулі, що становить 65 га території, розташовано на березі річки Свен у 5 км від центрального ділового району Перту. Багато з будівель зведено з вапняку, включаючи величезний та мальовничий Вінтроп Холл з його дивовижною архітектурою. Мальовнича природа та велична архітектура роблять Університет привабливим для весільних прогулянок.
На першому поверсі приміщення факультету соціальних наук розміщено музей антропології Берндта, що містить найдивовижнішу у світі колекцію мистецтва аборигенів.

### Бібліотеки

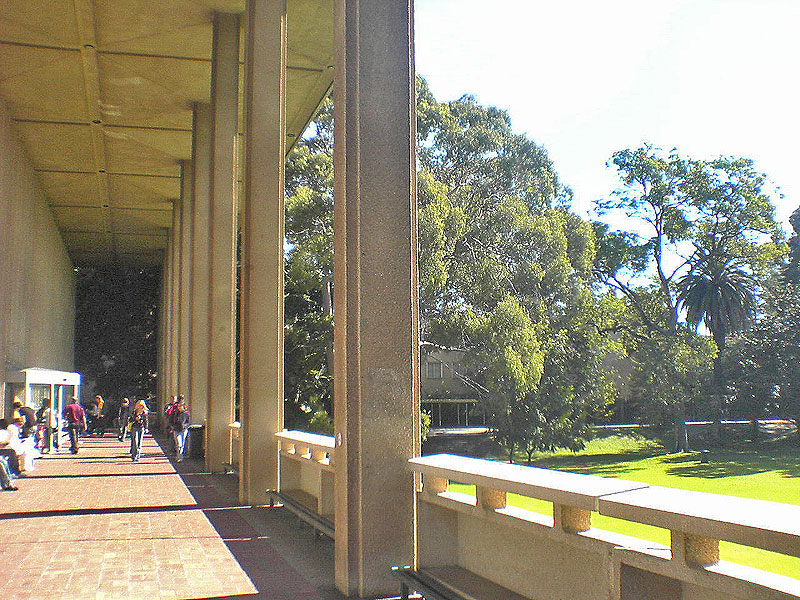
Бібліотека Ріда

Університет Західної Австралії налічує сім головних бібліотек, включаючи Бібліотеку Ріда, що є найбільшою бібліотекою містечка з чотирма загальнодоступними поверхами. П’ять бібліотек розташовано у самому містечку, решта – неподалік від нього.

## Дослідницька робота

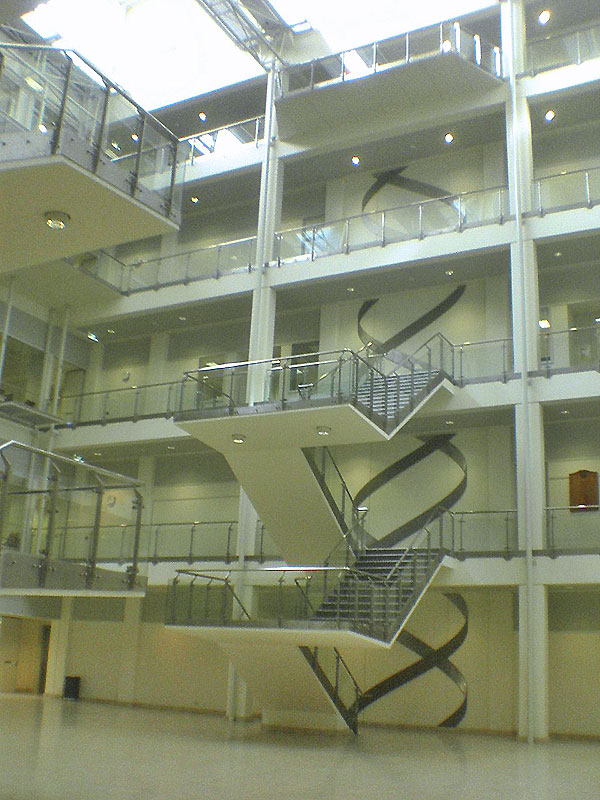
Сходи у вигляді «подвійної спіралі ДНК» у будівлі Центру молекулярних досліджень та хімічних наук

Внаслідок потужних результатів, що дає дослідницька робота, Університет давно здобув стабільне фінансування досліджень у різних галузях як з боку держави, так і з приватних джерел. Щорічно Університет отримує більше $71 мільйона зовнішнього прибутку за рахунок проведення досліджень, витрачає більше за $ 117 мільйонів та видає дипломи більш ніж 300 вчених ступенів, головним чином слухачам докторантури.
UWA містить більше 80 дослідницьких центрів, в тому числі: Центр дослідження злочинів, Центр Судової науки, Центр дослідження води та Центр нафтової та газової промисловості.
Університет високо оцінюється відповідно до рейтингу австралійських університетів, складеного Мельбурнським університетом.

## Визначні дати
Основною датою університетського календаря є «Prosh», що проходить у квітні. У цей день студента наряджаються у костюми та проводять парад вулицями міста, під час якого продають сатиричні газети з метою доброчинної діяльності.
З 28 листопада до 4 грудня 2005 року на університетському стадіоні у Спортивному парку пройшли Міжнародні університетські ігри за участю студентів з восьми країн, що склали більше 100 команд від 23 університетів. Змагання проходили у дев’яти основних видах: бадмінтон, крикет, хокей на траві, дзюдо, тхеквондо, футбол, волейбол, теніс та водне поло.

## Видатні випускники
- Джеф Геллоп – Прем'єр-міністр Західної Австралії
- Ричард Курт – Прем'єр-міністр Західної Австралії
- Кім Бізлі – політичний діяч
- Роберт Хоук – 23-й Прем'єр-міністр Австралії
- Баррі Маршалл – нобелівський лауреат у галузі медицини

## Галерея

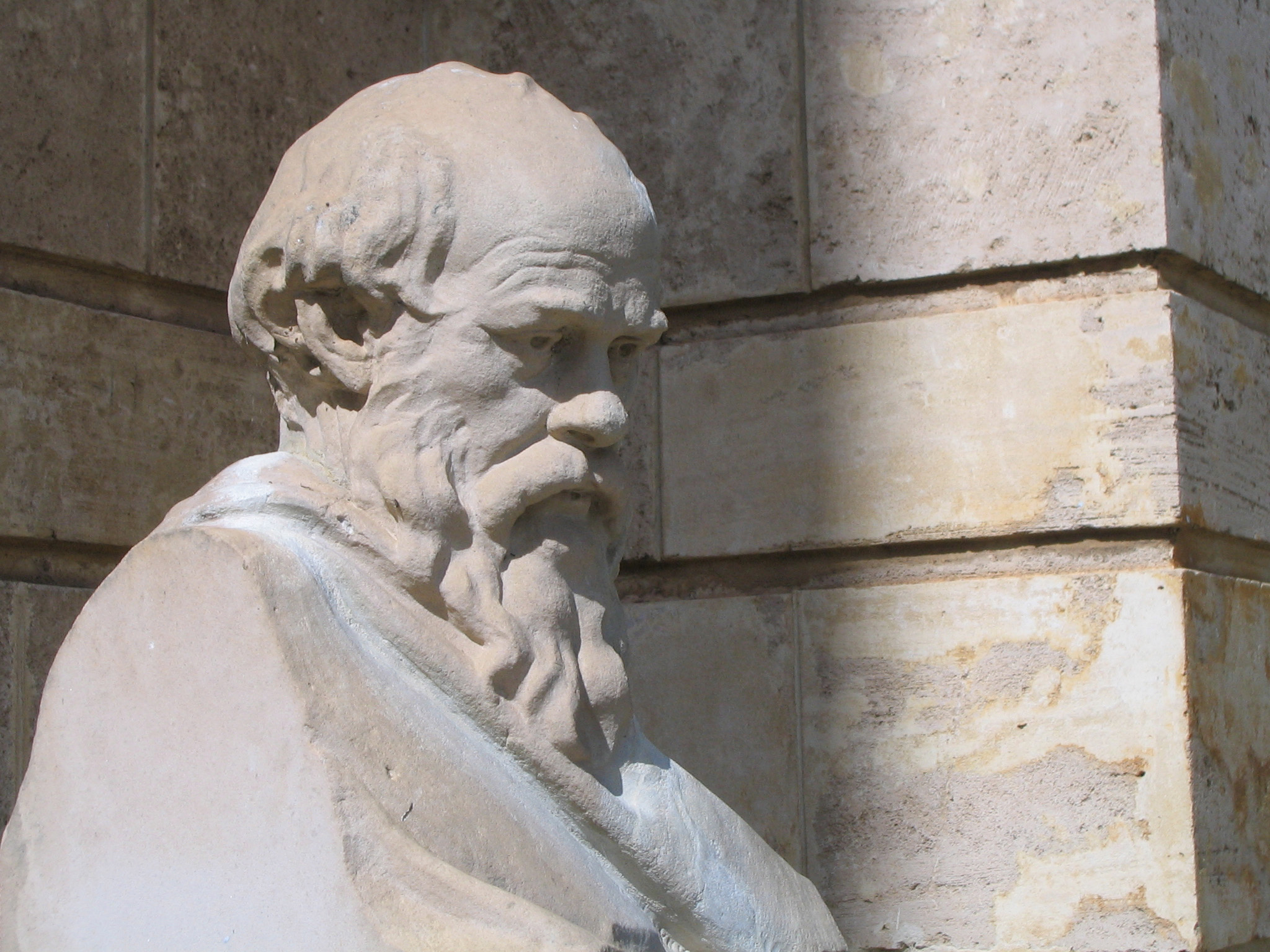
Бюст Сократа
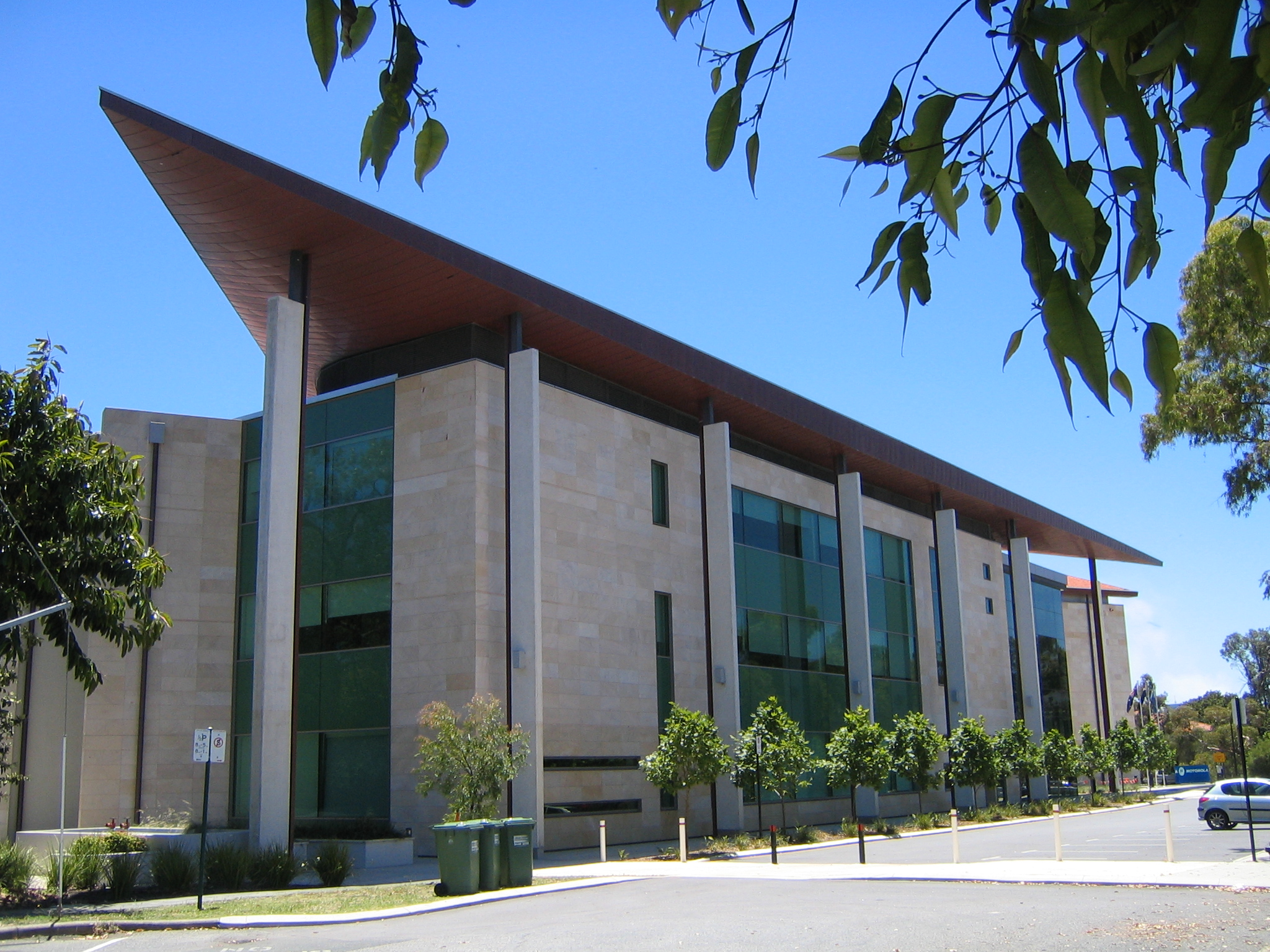
Motorola Software Centre (зачинено у травні 2008)
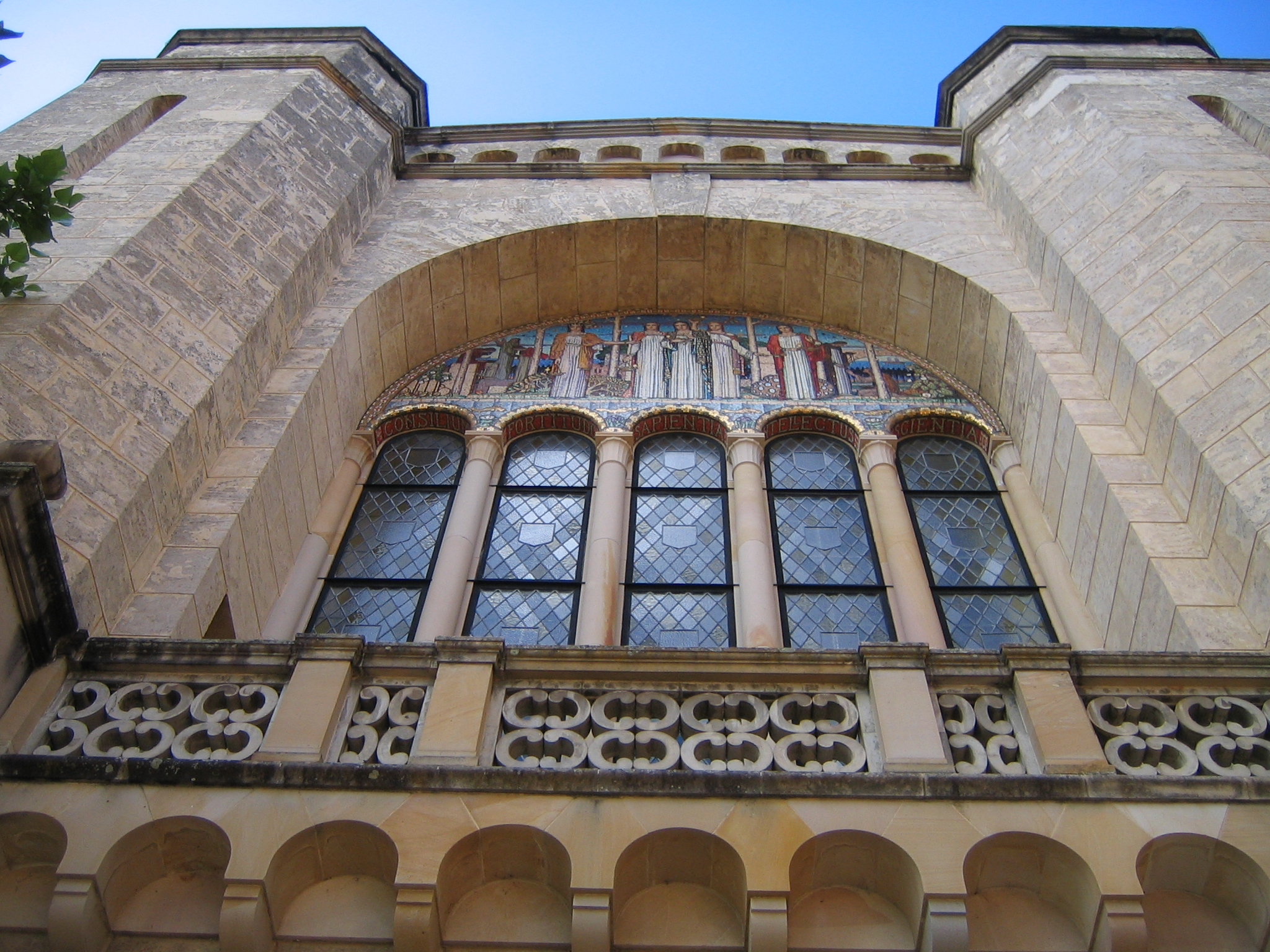
Мозаїка на Великій брамі
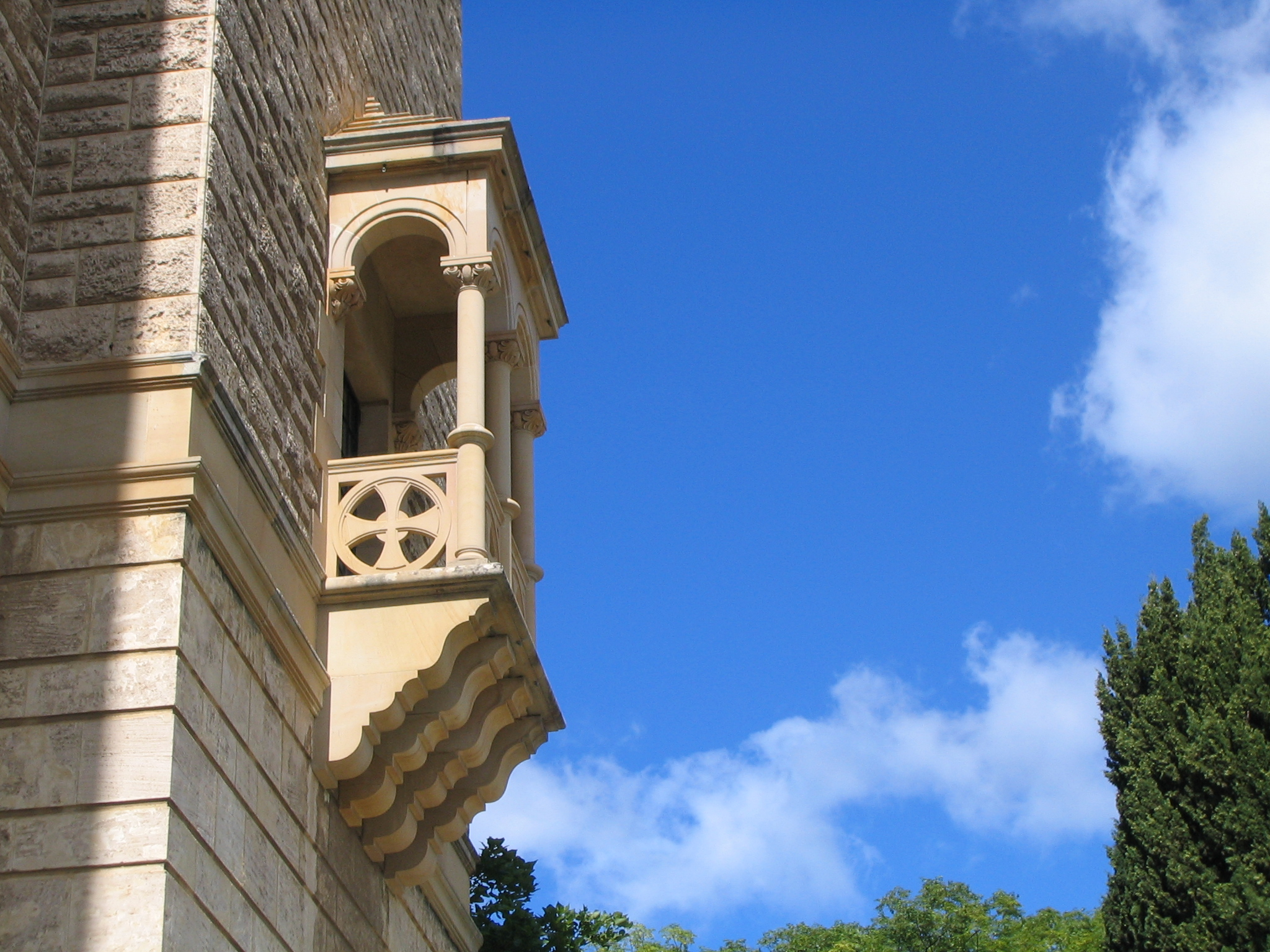
Годинникова вежа
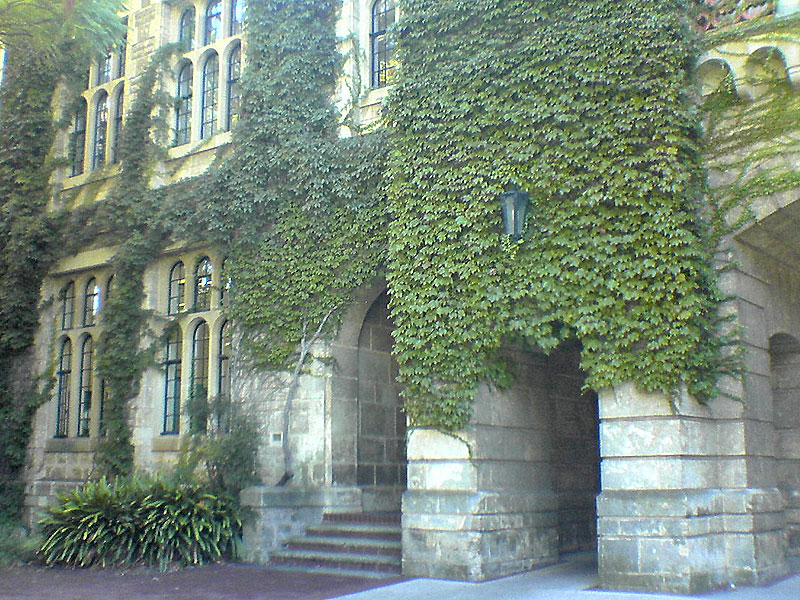
Адміністративна будівля
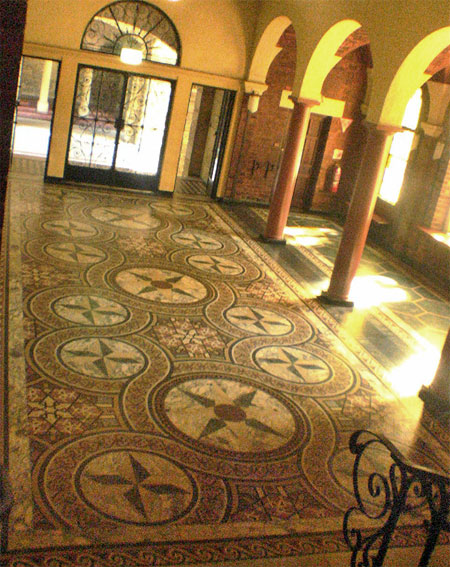
Фоє Вінтроп-Голлу
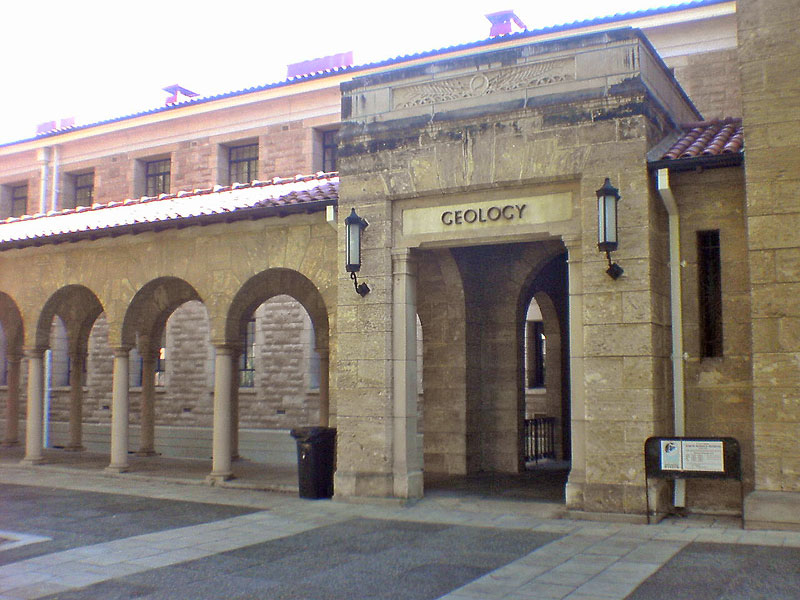
Північний вхід до кафедри геології
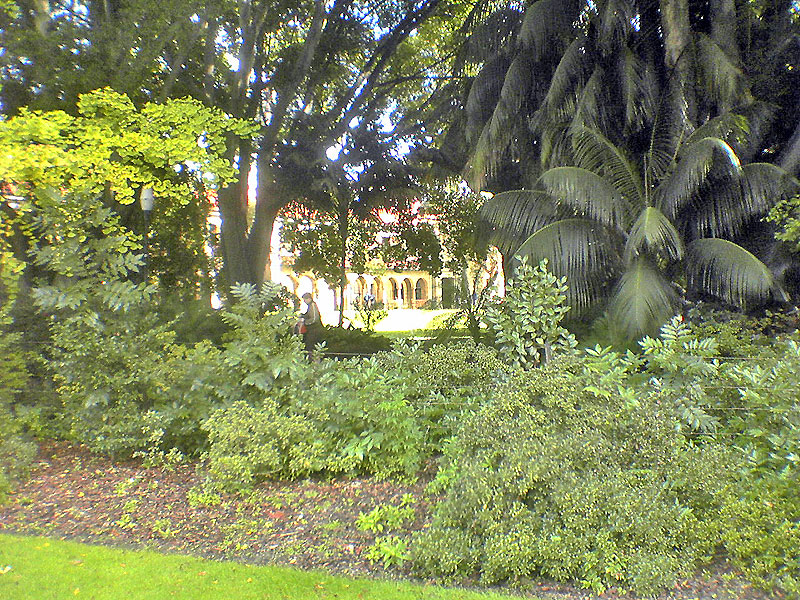
Кафедра геології
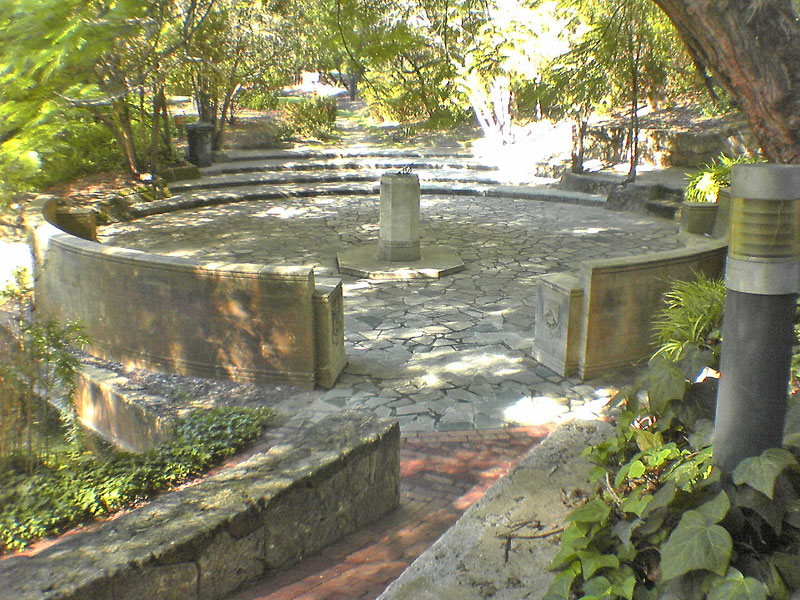
Мальовничі сади Університету
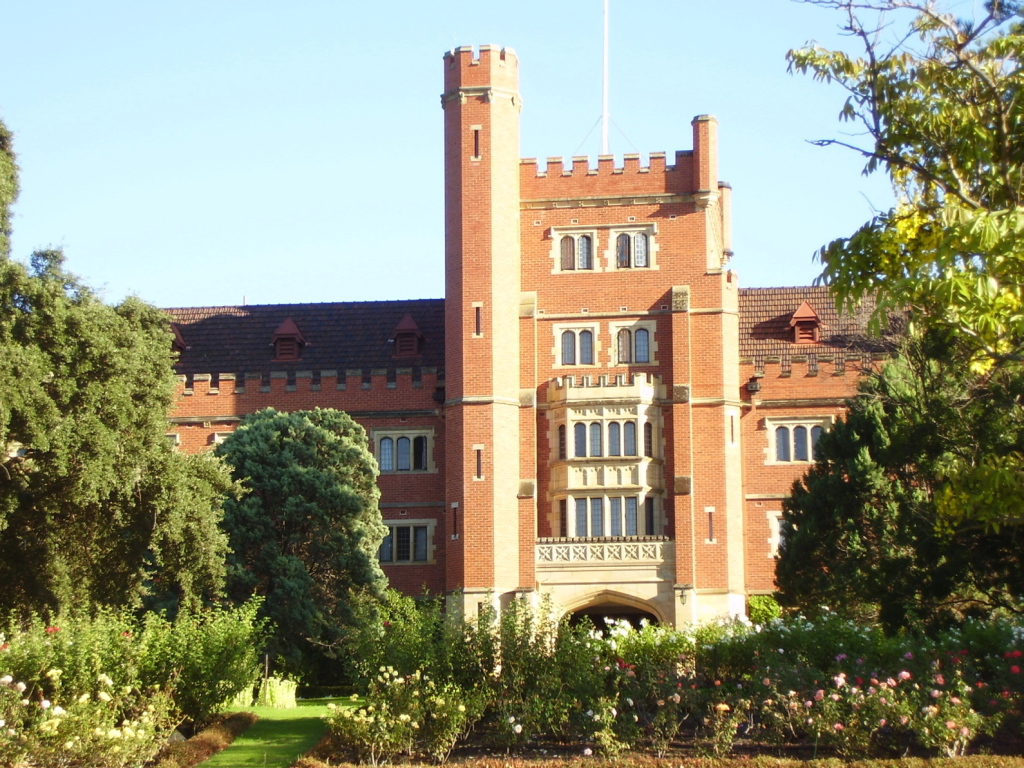
Коледж святого Георга